# بيل مور (يوفولوجي)
بيل مور (بالإنجليزية: Bill Moore)‏ هو يوفولوجي ‏ أمريكي، ولد في 31 أكتوبر 1943.

## وصلات خارجية
- بيل مور على موقع IMDb (الإنجليزية)
- بيل مور على موقع قاعدة بيانات الفيلم (الإنجليزية)